# Namibia en los Juegos Olímpicos de Barcelona 1992
Namibia estuvo representada en los Juegos Olímpicos de Barcelona 1992 por seis deportistas, cinco hombres y una mujer, que compitieron en tres deportes.
El portador de la bandera en la ceremonia de apertura fue el atleta Frankie Fredericks.

## Medallistas
El equipo olímpico namibio obtuvo las siguientes medallas:
| Nombre             | Deporte   | Competición |
| ------------------ | --------- | ----------- |
| Oro                |           |             |
| —                  |           |             |
| Plata              |           |             |
| Frankie Fredericks | Atletismo | 100 m M     |
| Frankie Fredericks | Atletismo | 200 m M     |
| Bronce             |           |             |
| —                  |           |             |